# 항랑츠어
항랑츠어(Xârâcùù) 또는 카날라어(Kanala)는 누벨칼레도니에서 쓰이는 오세아니아어군 언어이다. 화자 수는 약 5,700명이다. 주로 누벨칼레도니 중남부의 카날라, 티오, 불루파리 코뮌에서 쓰인다. 항랑츠어의 어순은 거의 예외 없이 SVO형이다. 항랑츠어에는 몇몇 잘 확립된 오세아니아조어 형태의 반영형이 존재하지 않기 때문에 그 역사적 변천 과정을 추적하는 데 어려움이 있다. 1980년부터 초등교육기관인 카날라 카나크대중학교(프랑스어: Ecole Populaire Kanak Canala)에서 항랑츠어를 가르쳐 왔고, 카톨릭 사립대학인 프랑시스 루주 티오(프랑스어: Francis Rouge-Thio) 대학과 공립 카날라 대학에서도 항랑츠어를 교육하고 있다.

## 문자
항랑츠어는 로마자로 쓰며 발음 구별 기호와 이중음자가 많아 모두 61개의 자소를 사용한다. 이 표기법은 1980년대 초반에 언어학 연구소 LACITO에서 개발했다. 그 이전에는 선교사들이 (주로 복음서와 교리 문답 따위를 쓰기 위해) 안지어어와 같은 표기 체계를 사용했다.
| 자소 | a | aa | ä | ää | â  | ââ | b  | bw  | c  | ch | d  |    |     |
| 발음 | ɑ | ɑː | ʌ̃ | ʌ̃ː | ɑ̃  | ɑ̃ː | ᵐb | ᵐbʷ | t͡ʃ | ʃ  | ⁿd |    |     |
| 자소 | e | ee | é | éé | ë  | ëë | è  | èè  | ê  | êê | f  | g  | gw  |
| 발음 | ɤ | ɤː | e | eː | ʌ  | ʌː | ɛ  | ɛː  | ɛ̃  | ɛ̃ː | f  | ᵑɡ | ᵑɡʷ |
| 자소 | i | ii | î | îî | j  | k  | kw | l   | m  | mw | n  | ng | ny  |
| 발음 | i | iː | ĩ | ĩː | ᶮɟ | k  | kʷ | l   | m  | mʷ | n  | ŋ  | ɲ   |
| 자소 | o | oo | ö | öö | ô  | ôô | p  | pw  | r  | s  | t  |    |     |
| 발음 | o | oː | ɔ | ɔː | ɔ̃  | ɔ̃ː | p  | pʷ  | r  | ç  | t  |    |     |
| 자소 | u | uu | ü | üü | ù  | ùù | û  | ûû  | v  | w  | x  | xw | y   |
| 발음 | u | uː | ɨ̃ | ɨ̃ː | ɨ  | ɨː | ũ  | ũː  | v  | w  | x  | xʷ | j   |

## 음운론
항랑츠어에는 자음소 27개, 구강모음 10개와 비강모음 7개 및 각각에 대응하는 장모음 음소가 있다. 자음소 중에는 오세아니아어군에서 흔한 선비음화 파열음이 나타난다. /l/은 외래어에서만 나타난다.
|                   | 순음 | 순음 | 치음 | 후치경음 | 경구개음 | 연구개음 | 연구개음 |
| 기본              | 원순 | 기본 | 치음 | 후치경음 | 경구개음 | 원순     |          |
| ----------------- | ---- | ---- | ---- | -------- | -------- | -------- | -------- |
| 비음              | m    | mʷ   | n    |          | ɲ        | ŋ        |          |
| (선비음화) 파열음 | ᵐb   | ᵐbʷ  | ⁿd   |          | ᶮɟ       | ᵑɡ       | ᵑɡʷ      |
| (선비음화) 파열음 | p    | pʷ   | t    | t͡ʃ       |          | k        | kʷ       |
| 마찰음            | f    |      |      | ʃ        | ç        | x        | xʷ       |
| 공명음            | v    |      | l    | r        | j        |          | w        |

항랑츠어에는 단모음 17개(구강모음 10개, 비모음 7개)와 그에 대응하는 장모음 17개, 모두 34개의 모음소가 있다.
|          | 전설 | 전설 | 중설 | 중설 | 후설 | 후설 |
| 구강     | 비   | 구강 | 비   | 구강 | 비   |      |
| -------- | ---- | ---- | ---- | ---- | ---- | ---- |
| 고모음   | i    | ĩ    | ɨ    | ɨ̃    | u    | ũ    |
| 중고모음 | e    |      | ɤ    |      | o    |      |
| 중저모음 | ɛ    | ɛ̃    | ʌ    | ʌ̃    | ɔ    | ɔ̃    |
| 저모음   |      |      | a    | ã    |      |      |

## 문법

### 대명사
|      |        | 독립형 | 주격  | 목적격 | 소유격   |
| ---- | ------ | ------ | ----- | ------ | -------- |
| 단수 | 1      | gu     | nâ    | nâ/nû† | -nâ/-râ‡ |
| 단수 | 2      | gè     | ke    | rö     | -rö/-ö*  |
| 단수 | 3      | niè    | rè, è | è      | -rè/-è*  |
| 쌍수 | 1 포함 | ûrû    | ûrû   | rû     | -rû      |
| 쌍수 | 1 배제 | ngôô   | ngôô  | ngôô   | -ngôô    |
| 쌍수 | 2      | göu    | göu   | göu    | -göu     |
| 쌍수 | 3      | nuu    | ru    | ru     | -ru      |
| 복수 | 1 포함 | îrî    | îrî   | rî     | -rî      |
| 복수 | 1 배제 | ngêê   | ngêê  | ngêê   | -ngêê    |
| 복수 | 2      | wîrî   | wîrî  | wîrî   | -wîrî    |
| 복수 | 3      | nii    | ri    | ri     | -ri      |

† 과거시제에서만 쓰임.  ‡ 몇몇 양도불능 명사와 함께 쓰임.
* 불변화사 rè 뒤에 쓰여 모음동화를 일으킴. 예: nea rè+rö > nea röö "your knife"

### 전치사
항랑츠어에는 적어도 17개의 전치사가 있으며 그 중 절반은 방향 또는 위치를 나타낸다. 서로 다른 유형의 공동격 관계를 나타내는 전치사가 세 개 있다.

## 사용
항랑츠어는 공인된 교육 언어이며 누벨칼레도니 문화의 일부이다. 누벨칼레도니의 수도인 누메아 지역에서 가장 많이 쓰이는 언어 중 하나이며, 카날라 코뮌 주민의 90% 이상이 어느 정도 구사하기 때문에 유네스코에서는 항랑츠어를 소멸위기언어로 간주하지 않는다. 항랑츠어는 누벨칼레도니 원주민 언어 중 화자 수가 4번째로 많은 언어로서 주로 가정에서 사용된다. 카날라 지역에는 마리아델 너셔로 은조레디에(Marie-Adele Néchérö Jorédié)가 설립한 항랑츠어 교육기관인 카나크대중학교(프랑스어: Ecole Populaire Kanak Canala)가 있다. 항랑츠어는 카날라 지역에서 유일하게 교육에 사용되는 언어이고 카날라의 탁아소, 초등교육기관, 중등교육기관에서 가르친다. 그 밖에 티오 코뮌의 쿠아레 마을학교와 대학 및 라포아 코뮌과 사라메아 코뮌의 유치원에서도 가르친다.